# Teucrium algarbiense
Teucrium algarbiense là một loài thực vật có hoa trong họ Hoa môi. Loài này được (Cout.) Cout. miêu tả khoa học đầu tiên năm 1936.